# Gri-gri

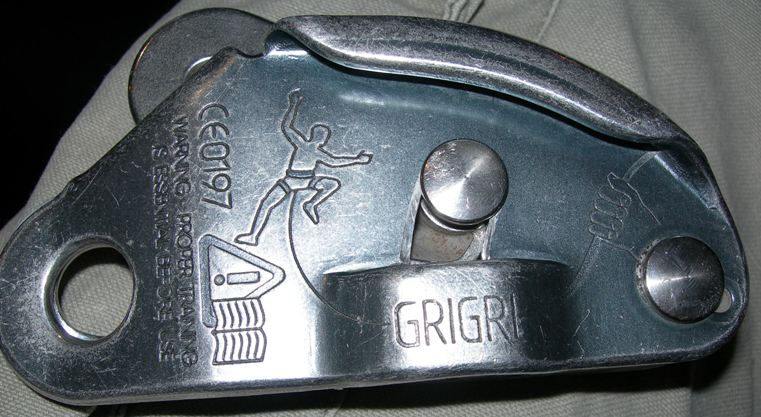
Gri-Gri chiuso.

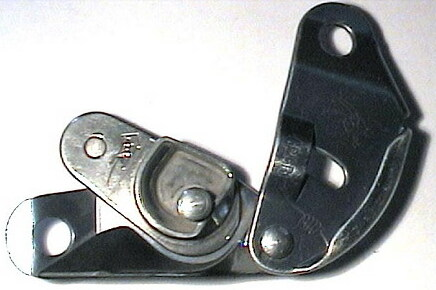
Gri-Gri aperto, è visibile la camma.

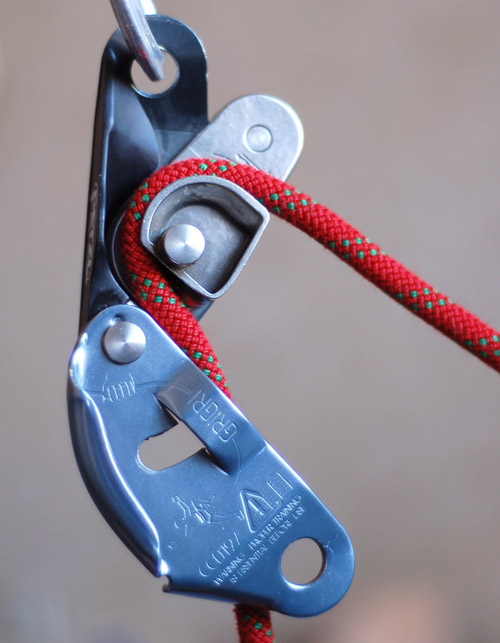
Posizionamento della corda all'interno del gri-gri

Il Grigri è un dispositivo di frenata assistita, a conduzione manuale, utilizzato in arrampicata sportiva sia per l'assicurazione del primo che del secondo di cordata quando questi sale in moulinette. Prodotto dall'azienda francese Petzl, è attualmente fra gli attrezzi maggiormente utilizzati durante questo tipo di attività sportiva.

## Funzionamento
Il funzionamento del Grigri è basato sull'azione di una camma eccentrica, posta al suo interno, attorno alla quale scorre la corda: in caso di caduta, la corda fa leva sulla camma e la spinge verso la cassa esterna del Grigri provocando la strozzatura della corda (che vi scorre nel mezzo). È dunque la caduta stessa dell'arrampicatore a generare nella corda quella tensione che ne provoca poi la strozzatura nel Grigri, con un pressoché immediato bloccaggio.

## Caratteristiche
Nell'utilizzo del Grigri sono comunque da tenere ben presenti alcuni aspetti che, se ignorati, possono essere causa di pericolosi incidenti:
- si tratta di un freno statico, di un freno, cioè, che non fa derivare la propria azione frenante dallo scorrimento della corda al suo interno e dalla conseguente dissipazione di energia per attrito, ma di un freno che blocca meccanicamente la corda impedendole di scorrere: questo fatto rende l'arresto più brusco sia per l'arrampicatore, sia per l'assicuratore, e anche per tutta la "catena di assicurazione" cioè per tutti i materiali che sono coinvolti nell'azione di trattenimento della caduta;
- l'energia della caduta, non essendo dissipata nel freno, deve essere assorbita completamente dalla corda, mediante deformazione elastica della stessa, fatto che ne provoca - nel tempo - una maggiore usura;
- le protezioni coinvolte, in particolare il fittone o lo spit al quale è agganciato il rinvio più alto (al quale è rinviata la corda al momento dell'eventuale caduta), ricevono una sollecitazione ben maggiore rispetto al caso dei freni dinamici: in nessun caso è quindi consigliabile utilizzare questo tipo di freno con i chiodi da roccia e tantomeno su cascate di ghiaccio, dal momento che un'eventuale caduta potrebbe scaricare sugli ancoraggi, in tal caso, una forza tale da provocarne la fuoriuscita o la rottura;
- la staticità del freno fa inoltre sì che le forze che si scaricano sul corpo dell'arrampicatore siano più elevate: motivo per cui è necessario imparare ad utilizzare correttamente questo tipo di freno, accompagnando la caduta in modo da rendere l'arresto meno traumatico;
- sia la facilità d'uso (sovente - ed erroneamente - spacciato come "un freno che funziona da solo"), sia la sua conclamata affidabilità rendono l'attrezzo facilmente utilizzabile anche da persone inesperte. Specialmente a tali persone va allora raccomandata la buona norma di prudenza che prevede la mano a valle del Grigri sempre vigile sulla corda, pronta alla trattenuta, al fine di evitare le pericolose, eventuali conseguenze derivanti da una sopravvalutazione delle capacità bloccanti dell'attrezzo.

Come accorgimento generale - non strettamente legato all'uso del Grigri ma comunemente valido quando si arrampica in falesia su monotiri - è poi sempre raccomandabile fare un nodo in fondo alla corda. Molti degli incidenti che avvengono in tali occasioni sono infatti legati al fatto che la corda non risulti sufficiente a calare fino al suolo che ha appena salito il tiro. Se l'assicuratore non se accorge per tempo e se, appunto, non vi è un nodo al termine del capo di corda, la repentina fuoriuscita di quest'ultima dall'attrezzo di calata provocherà una certa quanto rovinosa caduta a terra del compagno.

## Modelli
Il primo Grigri è stato lanciato sul mercato nel 1991, primo freno di tipo auto-bloccante. Questo modello poteva essere usato con corde tra i 10mm e gli 11mm di diametro.
Solitamente si fa riferimento a questo modello come Grigri 1.
Nel 2011 viene sostituito da una nuova versione, denominata Grigri 2, che sostituisce la precedente. Questo nuovo modello porta alcune modifiche: la principale è l'aumento del range del diametro utilizzabile, che aumenta a 8.9-11mm.
La terza generazione arriva nel 2017 con il Grigri +. Questo modello non va a sostituire il Grigri 2, ma lo affianca, indirizzandosi ad un'utenza più ampia e ai principianti, grazie alle sue nuove funzioni che ne aumentano la sicurezza. In particolare troviamo il sistema anti panico, che permette di bloccare la corda in maniera più intuitiva\istintiva in caso di calata troppo rapida (tirando maggiormente la leva invece che chiudendola) e un selettore per il tipo di scalata (primo o top rope).
Inoltre, viene ulteriormente aumentato il range di diametro utilizzabile a 8.5-11mm.
Nel 2019 viene lanciata la quarta generazione, con il modello denominato semplicemente Grigri. Quest'ultimo modello sostituisce il Grigri 2, ma sempre affiancandosi al modello plus.
Questo presenta lo stesso range di diametro di corda utilizzabile del plus, ma senza il sistema anti panico e il selettore di scalata.
Rispetto al Grigri 2 ha alcune migliorie sotto vari aspetti, tra cui l'ergonomia, il peso e i materiali.
Sebbene la sua denominazione commerciale sia Grigri, per evitare confusione si fa riferimento a questo modello come Grigri 3.